# Grey Island
Grey Island (englisch; norwegisch Holmen Graa; beiderseits für Graue Insel) ist eine Insel im Archipel der Südlichen Orkneyinseln. Sie liegt 1 km südlich von Michelsen Island und 1,6 km südlich der Fredriksen-Insel.
Der norwegische Walfängerkapitän Petter Sørlle gab ihr im Zuge seiner von 1912 bis 1913 durchgeführten Vermessungen der Südlichen Orkneyinseln ihren norwegischen Namen. Diesen übertrugen Wissenschaftler der britischen Discovery Investigations nach eigenen Vermessungen im Jahr 1933 ins Englische.